# Филоненко, Николай Иванович
Николай Иванович Филоненко (1923—1999) — участник Великой Отечественной войны, командир орудия 619-го артиллерийского полка (179-я стрелковая дивизия, 43-я армия, 1-й Прибалтийский фронт), сержант. Герой Советского Союза.

## Биография
Родился 5 августа 1923 года в посёлке Торговый (ныне город Сальск Ростовской области) в семье рабочего. Русский.
Окончил 7 классов, работал токарем на механическом заводе имени братьев Красновых (позже Сальский завод КПО) в Сальске.
В Красной Армии с ноября 1941 года. В действующей армии — с декабря 1941. Член КПСС с 1943 года.
Командир орудия артиллерийского полка сержант Николай Филоненко в боях 23 июня 1944 года в районе пгт Шумилино (Витебская область Белоруссии) огнём своего орудия способствовал наступлению пехоты и танков, а 25 июня — форсированию реки Западная Двина. 27 июня в бою у деревни Заборье (Бешенковичский район Витебской области), оставшись один у орудия, подбил две САУ противника.
Указом Президиума Верховного Совета СССР от 22 июля 1944 года за мужество и героизм, проявленные при форсировании реки Западная Двина, Филоненко Николаю Ивановичу присвоено звание Герой Советского Союза.
Из наградного листа на присвоение звания Героя Советского Союза: 

Во время артиллерийского наступления в районе местечка Шумилино Витебской области 23 июня 1944 года сержант Филоненко огнем своего орудия уничтожил 1 орудие противотанковой обороны, 4 пулеметных точки, минометную батарею противника, разбил 2 дзота.
Исключительную смелость и отвагу проявил при форсировании реки Западная Двина 25 июня 1944 года. Своим орудием прикрывал переправу стрелковых подразделений через реку и на прямой наводке уничтожил минометную батарею противника, 2 пулеметные точки, обеспечив этим форсирование реки. После этого сразу же организовал и лично руководил переправой через реку Западная Двина на подручных средствах своего орудия.
В это время противник перешел в контратаку, намереваясь оттеснить наши подразделения на противоположный берег. Сержант Филоненко, не теряя ни минуты, развернул свое орудие и прямой наводкой уничтожил до 80 гитлеровцев, 1 пулемет, 75-мм орудие, подбил танк противника. Атака его захлебнулась.
Этим был обеспечен захват плацдарма на левом берегу реки Западная Двина.
В районе местечка Бешенковичи Витебской области 26 июня 1944 года, отражая прямой наводкой контратаку противника, расстрелял до роты гитлеровцев и подбил 2 танка.
В период боя с окруженной группировкой противника в районе деревни Рубеж  Витебской области 27 июня 1944 года, оставшись один у орудия и самоотверженно работая за все номера, несмотря на превосходящие силы, прямой наводкой отражал попытку противника вырваться из окружения. В этом бою своим орудием лично уничтожил до 340 гитлеровцев. 5 пулеметов, 2 самоходных орудия «Фердинанд». Когда попаданием снаряда орудие было выведено из строя, он быстро привел из укрытия лошадей и под пулеметным огнем, рискуя жизнью, вывез орудие в надежное место.
За смелость, отвагу и геройство, проявленные в боях с немецкими захватчиками, достоин присвоения звания «Герой Советского Союза».
Командир 619 артполка подполковник Васильев
4 июля 1944 года— наградной лист

После войны был демобилизован. Вернулся в родной город, был на комсомольской работе, затем заместителем директора горторга по кадрам, секретарём партийной организации вагонного депо в городе Сальске.
В 1995 году Городской Думой города Сальска и Сальского района Филоненко Н.И. было присвоено звание "Почётный гражданин города Сальска и Сальского района".
Умер 16 марта 1999 года, похоронен в Сальске.

## Награды и звания
- Медаль «Золотая Звезда» (СССР)(22.07.1944)[2].
- Орден Ленина (22.07.1944).[3]
- Орден Отечественной войны I степени (11.03.1985)[4]
- Медаль «За отвагу» (1.05.1944)[5]
- Медаль Жукова[6]
- Медаль «В ознаменование 100-летия со дня рождения Владимира Ильича Ленина» (6 апреля 1970)
- Медаль «За победу над Германией в Великой Отечественной войне 1941—1945 гг.» (9 мая 1945[7])
- Юбилейная медаль «Двадцать лет Победы в Великой Отечественной войне 1941—1945 гг.» (7 мая 1965[8])
- Юбилейная медаль «Тридцать лет Победы в Великой Отечественной войне 1941—1945 гг.»[9]
- Медаль «Сорок лет Победы в Великой Отечественной войне 1941-1945 гг.»[10]
- Медаль «50 лет Победы в Великой Отечественной войне 1941-1945 гг.»
- Медаль «Ветеран труда»
- Медаль «30 лет Советской Армии и Флота».[11]
- Юбилейная медаль «40 лет Вооружённых Сил СССР»[12]
- Юбилейная медаль «50 лет Вооружённых Сил СССР» (26 декабря 1967[13])
- Юбилейная медаль «60 лет Вооружённых Сил СССР» (28 января 1978[14])
- Юбилейная медаль «70 лет Вооружённых Сил СССР» (28 января 1988[15])
- Знак МО СССР «25 лет Победы в Великой Отечественной войне» (24 апреля 1970)
- Почётный гражданин города Сальска и Сальского района.

## Память
- На Аллее Героев площади Свободы г. Сальска установлена памятная стела с барельефом Н.И. Филоненко.
- На здании дома №20 по улице Заводская  г. Сальска, где жил Н.И. Филоненко установлена мемориальная доска.
- Сальский Дом пионеров и школьников с 2005 года носит имя героя Советского Союза Н.И. Филоненко.
- В микрорайоне Заречный-2 города Сальска имеется улица имени Н.И. Филоненко.
- Имя Героя носили пионерские дружины школ № 3 и № 78 в Сальске.
- В 2018 году в гимназии № 2 г. Сальска была установлена «Парта Героя», посвященная жизни и подвигу знаменитого земляка, почётного права сидеть за партой Героя будут удостаиваться лучшие ученики гимназии. На торжественном мероприятии присутствовала и семья Филоненко Н.И.[16].
- Увековечен на сайте МО РФ «Дорога памяти»

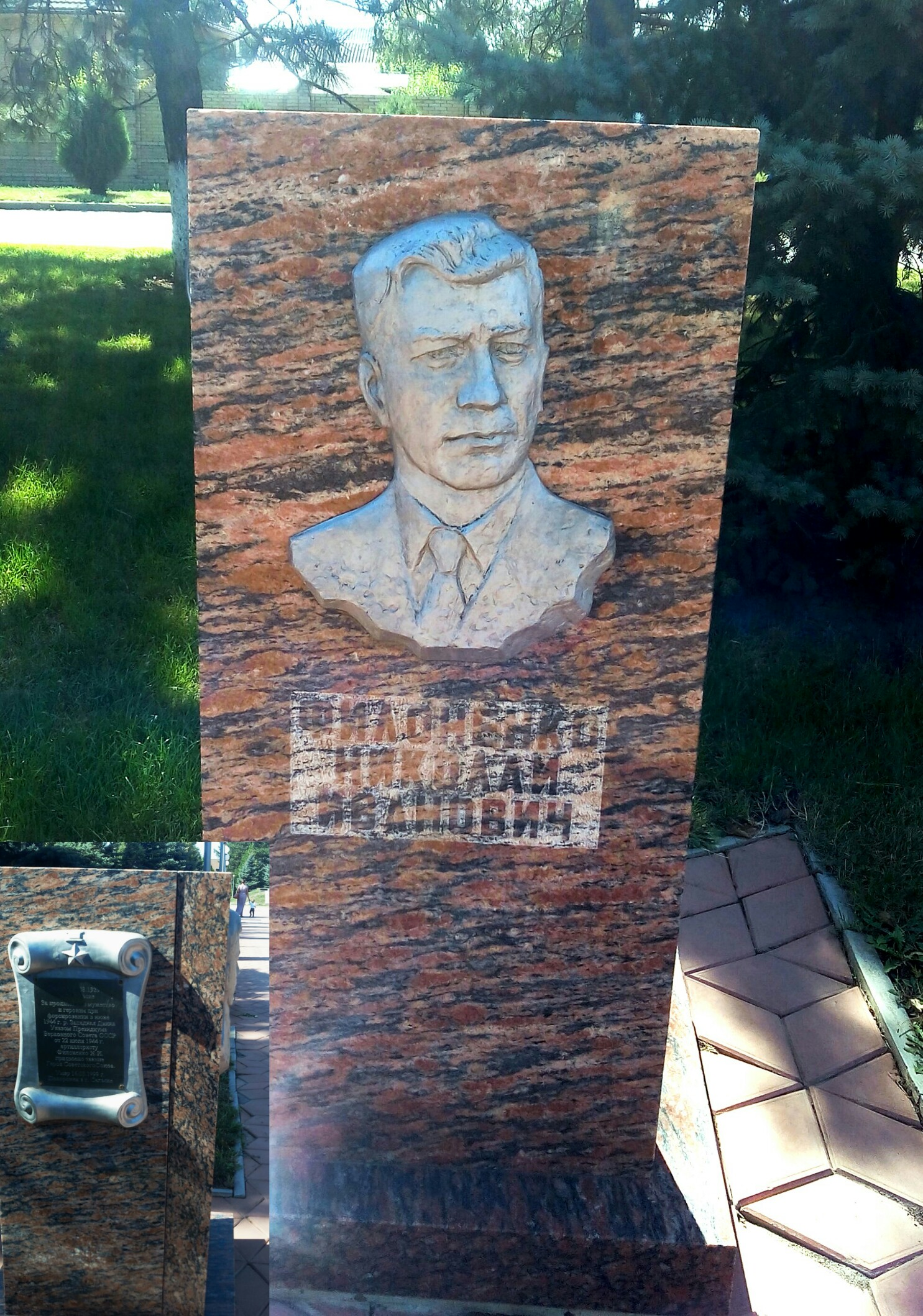
г. Сальск, пл. Свободы, Памятная стела с барельефом Н.И. Филоненко на Аллее Героев
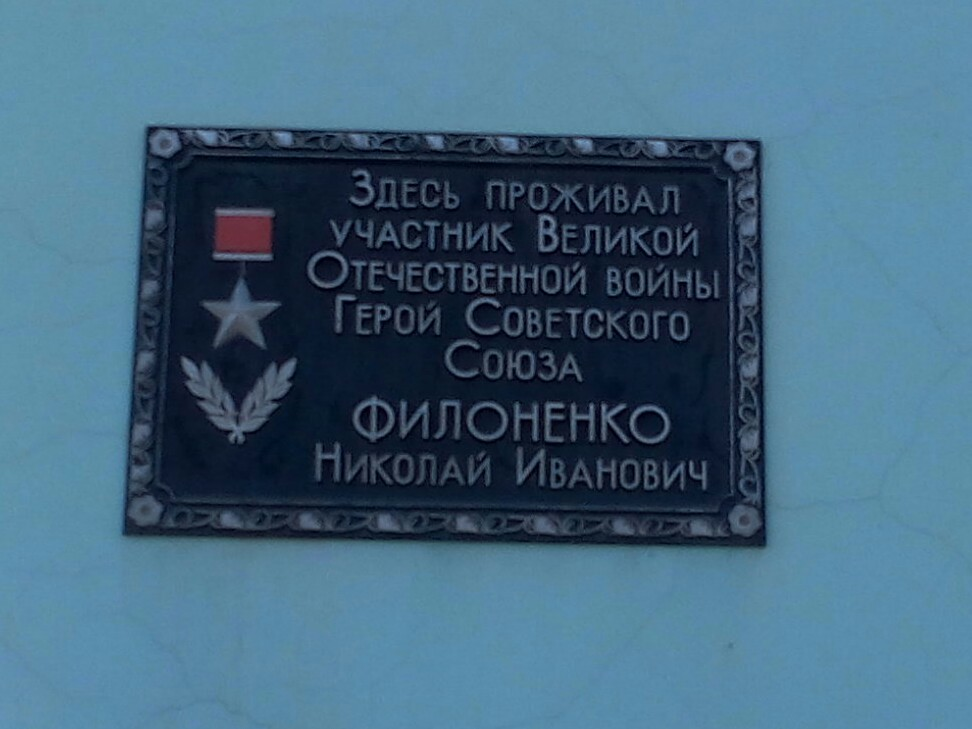
г. Сальск, ул. Заводская,20,мемориальная доска в память о Н.И. Филоненко
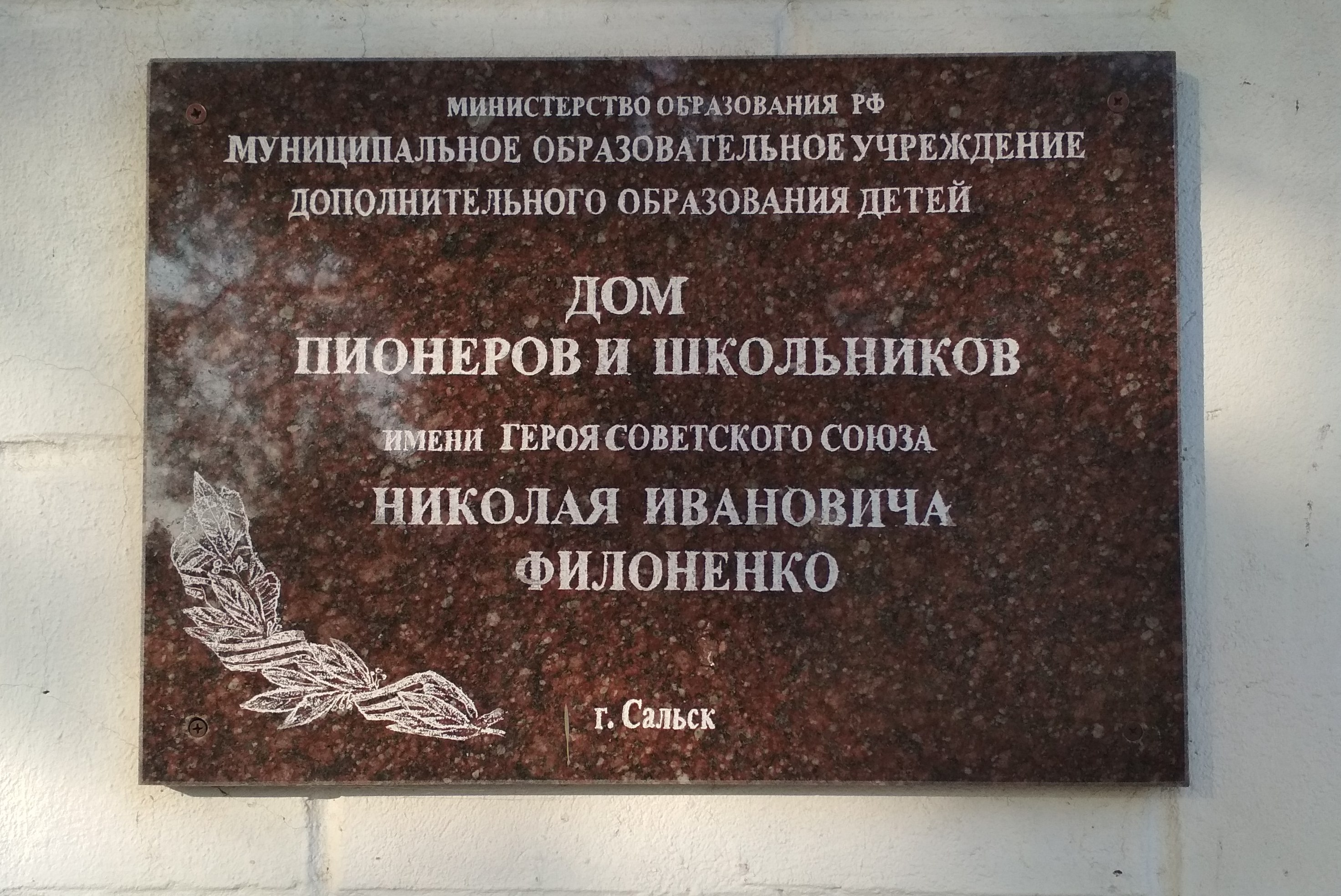
Сальский Дом пионеров и школьников с 2005 года носит имя героя Советского Союза Н.И. Филоненко.